# Vanadiooxicromodravita
La vanadiooxicromodravita és un mineral de la classe dels silicats que pertany al grup de la turmalina. Rep el nom pel fet de ser l'anàleg mineral amb vanadi de l'oxicromodravita.

## Característiques
La vanadiooxicromodravita és un ciclosilicat de fórmula química NaV₃(Cr₄Mg₂)(Si₆O18)(BO₃)₃(OH)₃O. Cristal·litza en el sistema trigonal en forma de cristalls prismàtics, de fins a 0,3 mm. La seva duresa a l'escala de Mohs és 7,5.

## Formació i jaciments
La vanadiooxicromodravita és un mineral primari en metaquarsita en marbre. Va ser descoberta a la pedrera de marbre Pereval, situada a la localitat de Slyudyanka, dins l'àrea del llac Baikal (óblast d'Irkutsk, Districte Federal de l'Extrem Orient, Rússia). Es tracta de l'únic indret de tot el planeta on ha estat descrita aquesta espècie mineral.